# Ernesto Sánchez La Cruz
Ernesto Sánchez La Cruz (* 1883 in Jajó, Bundesstaat Trujillo, Venezuela) war ein venezolanischer Forschungsreisender, Marineoffizier und Goldsucher, der 1910 als erster Weißer die Angel-Wasserfälle (Salto Ángel) zu Gesicht bekam, die größten frei fallenden Wasserfälle der Welt (978 m). Er verbrachte den Rest seines Lebens in Südamerika, veröffentlichte seine Entdeckung aber nie, so dass sie ignoriert bzw. schnell vergessen wurde. Allerdings informierte er das Ministerium für Bergbau und Wasserkraft (span.: Ministerio de Minas e Hidrocarburos) in Caracas über seine Entdeckung.
Die Welt erfuhr erst 1937 durch den Wiederentdecker Jimmie Angel von den Wasserfällen, dessen Namen sie heute auch tragen.
Sir Walter Raleigh wird manchmal fälschlicherweise die Entdeckung der Angel-Wasserfälle nachgesagt.
| Personendaten    | Personendaten                                                      |
| ---------------- | ------------------------------------------------------------------ |
| NAME             | La Cruz, Ernesto Sánchez                                           |
| KURZBESCHREIBUNG | venezolanischer Forschungsreisender, Marineoffizier und Goldsucher |
| GEBURTSDATUM     | 1883                                                               |
| GEBURTSORT       | Jajó, Bundesstaat Trujillo, Venezuela                              |
| STERBEDATUM      | nach 1910                                                          |